# Linard-Malval
Linard-Malval (Linar e Malaval en occitan marchois) est une commune nouvelle française résultant de la fusion — au 1er janvier 2019 — des communes de Linard et Malval, située dans le département de la Creuse, en région Nouvelle-Aquitaine.

## Géographie

### Communes limitrophes
| Chéniers | Mortroux      | Mortroux        |
| Chéniers | Linard-Malval | Moutier-Malcard |
| Chéniers | Chéniers      | Bonnat          |

### Hydrographie
Elle est bordée au sud par la Petite Creuse.

### Climat
Pour des articles plus généraux, voir Climat de la Nouvelle-Aquitaine et Climat de la Creuse.
Historiquement, la commune est dans une zone de transition entre le climat océanique limousin et le climat montagnard.  
En 2020, Météo-France publie une typologie des climats de la France métropolitaine dans laquelle la commune est dans une zone de transition entre le climat océanique altéré et le climat de montagne et est dans la région climatique Ouest et nord-ouest du Massif Central, caractérisée par une pluviométrie annuelle de 900 à 1 500 mm, maximale en automne et en hiver.
Pour la période 1971-2000, la température annuelle moyenne est de 10,7 °C, avec  une amplitude thermique annuelle de 15,1 °C. Le cumul annuel moyen de précipitations est de 917 mm, avec 12,4 jours de précipitations en janvier et 7,9 jours en juillet. Pour la période 1991-2020, la température moyenne annuelle observée sur la station météorologique la plus proche, située sur la commune de Bonnat à 3,24 km à vol d'oiseau, est de 11,5 °C et le cumul annuel moyen de précipitations est de 887,3 mm,. Pour l'avenir, les paramètres climatiques de la commune estimés pour 2050 selon différents scénarios d’émission de gaz à effet de serre sont consultables sur un site dédié publié par Météo-France en novembre 2022.

## Urbanisme

### Typologie
Au 1er janvier 2024, Linard-Malval est catégorisée commune rurale à habitat très dispersé, selon la nouvelle grille communale de densité à 7 niveaux définie par l'Insee en 2022.
Elle est située hors unité urbaine et hors attraction des villes,.

### Risques majeurs
Le territoire de la commune de Linard-Malval est vulnérable à différents aléas naturels : météorologiques (tempête, orage, neige, grand froid, canicule ou sécheresse), inondations et séisme (sismicité faible). Il est également exposé à un risque particulier : le risque de radon. Un site publié par le BRGM permet d'évaluer simplement et rapidement les risques d'un bien localisé soit par son adresse soit par le numéro de sa parcelle.

#### Risques naturels
Certaines parties du territoire communal sont susceptibles d’être affectées par le risque d’inondation par débordement de cours d'eau, notamment la Petite Creuse et le Moulin de Gautron. La commune a été reconnue en état de catastrophe naturelle au titre des dommages causés par les inondations et coulées de boue survenues en 1982 et 1999,.

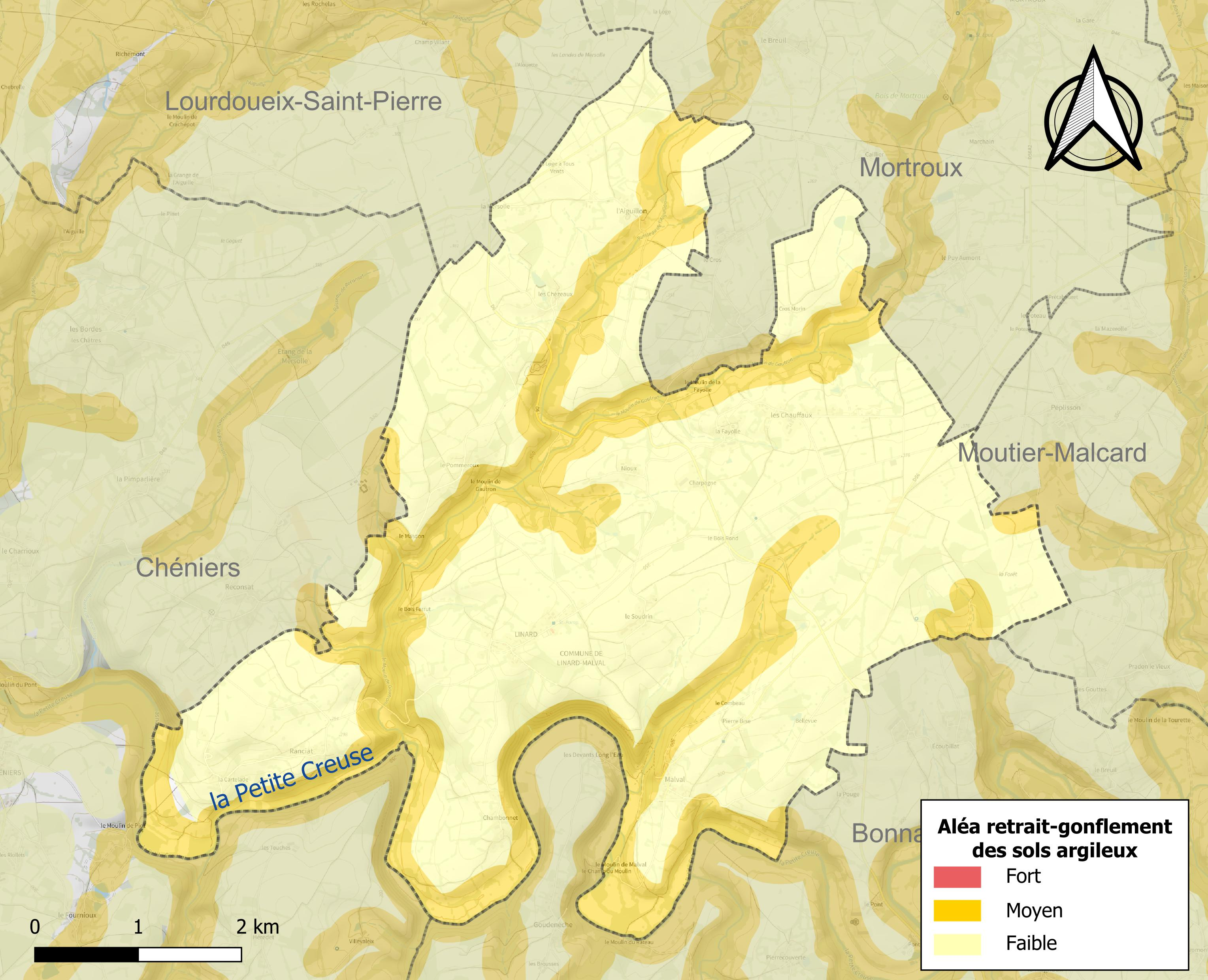
Carte des zones d'aléa retrait-gonflement des sols argileux de Linard-Malval.

Le retrait-gonflement des sols argileux est susceptible d'engendrer des dommages importants aux bâtiments en cas d’alternance de périodes de sécheresse et de pluie. 29,7 % de la superficie communale est en aléa moyen ou fort (33,6 % au niveau départemental et 48,5 % au niveau national). Sur les 185 bâtiments dénombrés sur la commune en 2019,  24 sont en aléa moyen ou fort, soit 13 %, à comparer aux 25 % au niveau départemental et 54 % au niveau national. Une cartographie de l'exposition du territoire national au retrait gonflement des sols argileux est disponible sur le site du BRGM,.
Par ailleurs, afin de mieux appréhender le risque d’affaissement de terrain, l'inventaire national des cavités souterraines permet de localiser celles situées sur la commune.
Concernant les mouvements de terrains, la commune a été reconnue en état de catastrophe naturelle au titre des dommages causés par des mouvements de terrain en 1999.

#### Risque particulier
Dans plusieurs parties du territoire national, le radon, accumulé dans certains logements ou autres locaux, peut constituer une source significative d’exposition de la population aux rayonnements ionisants. Certaines communes du département sont concernées par le risque radon à un niveau plus ou moins élevé. Selon la classification de 2018, la commune de Linard-Malval est classée en zone 3, à savoir zone à potentiel radon significatif.

## Toponymie
Voir les toponymies des anciennes communes de Linard et de Malval.

## Histoire
La commune est créée au 1er janvier 2019 par un arrêté préfectoral du 28 septembre 2018. Son chef-lieu est fixé à la mairie de Linard.

## Politique et administration

### Liste des maires
| Période      | Période  | Identité       | Étiquette | Qualité |
| ------------ | -------- | -------------- | --------- | ------- |
| janvier 2019 | En cours | Michel Poirier |           |         |

### Communes déléguées
| Nom            | Code Insee | Intercommunalité                 | Superficie (km2) | Population (dernière pop. légale) | Densité (hab./km2) |
| -------------- | ---------- | -------------------------------- | ---------------- | --------------------------------- | ------------------ |
| Linard (siège) | 23109      | CC Portes de la Creuse en Marche | 12,6             | 166 (2016)                        | 13                 |
| Malval         | 23121      | CC Portes de la Creuse en Marche | 4,03             | 42 (2016)                         | 10                 |

## Population et société

### Démographie
L'évolution du nombre d'habitants est connue à travers les recensements de la population effectués dans la commune depuis 2016. Pour les communes de moins de 10 000 habitants, une enquête de recensement portant sur toute la population est réalisée tous les cinq ans, les populations de référence des années intermédiaires étant quant à elles estimées par interpolation ou extrapolation. Pour la commune, le premier recensement exhaustif entrant dans le cadre du nouveau dispositif a été réalisé en 2016.

En 2022, la commune comptait 207 habitants, en évolution de −0,48 % par rapport à 2016 (France hors Mayotte : +2,11 %).
| 2016 | 2021 | 2022 |
| ---- | ---- | ---- |
| 208  | 208  | 207  |

## Culture locale et patrimoine

### Lieux et monuments
- Église Saint-Martin de Linard.
- Église Sainte-Valérie de Malval. L'édifice est classé au titre des monuments historiques en 1912[25].